# Пьер II (герцог Бретани)
Пьер II Бретонский (фр. Pierre II de Bretagne; 14 июля 1418 — 22 сентября 1457, Нант) — граф де Гингам в 1442—1450 годах, герцог Бретани, граф де Монфор-л’Амори и титулярный граф Ричмонд с 1450 года, из дома де Дрё. Второй сын герцога Бретани Жана VI Мудрого и Жанны Французской, дочери короля Франции Карла VI Безумного и Изабеллы Баварской.

## Биография
В 1442 году после смерти своего отца, герцога Бретонского Жана VI Мудрого, Пьер получил во владение графство Гингам.
В 1449—1450 годах вместе со своим старшим братом, герцогом Франциском I Бретонским, Пьер участвовал в военных действиях против англичан в Нормандии.
В июне 1450 года после смерти брата Франциска I Бретонского, не оставившего после себя сыновей, 32-летний граф де Гингам Пьер унаследовал герцогский престол Бретани, а также титулы графов де Монфор и де Ричмонд.
Хрупкий, несмелый, подверженный приступам жестокости, Пьер II Бретонский занимает видное место в бретонской истории. Он удалил от герцогского двора сторонников сближения с Францией, однако продолжает поддерживать Францию в Столетней войне против Англии. Он разрешил бретонцам сражаться на стороне французов. Именно бретонский флот, ведомый Жаном Келеннеком, блокировал город-порт Бордо в 1453 году и высадил десант из 8000 солдат, которые заняли город.
Но в то же время Пьер Бретонский пытается утвердить самостоятельность Бретани. Он поддерживает прямые отношения с иностранными правителями и подписывает договоры с Кастилией и Португалией в 1451 году. Когда король Франции Карл VII Валуа, потребовал ленного оммажа от Бретани, Пьер отказался это сделать.
22 сентября 1457 года 39-летний герцог Бретонский Пьер Простой скончался в Нанте. Ему наследовал дядя, граф и коннетабль Франции Артур де Ришмон (1457—1458).

## Семья
В 1442 году Пьер Бретонский женился на Франсуазе д’Амбуаз (1427—1485), дочери Людовика д’Амбуаза (1392—1468), графа де Гин и виконта де Туар, и Луизы Марии де Ре. Не оставил после себя детей.